# Tony Randel
Tony Randel es un director estadounidense nacido en Los Ángeles, California. 
Su primera aparición en la industria del cine fue trabajando con el conocido productor Roger Corman, donde trabajó como diseñador de efectos visuales y editor de cine. Más tarde, como vicepresidente de Motion Picture producción en New World Entertainment, desarrolló y supervisó películas como Hellraiser de Clive Barker, Shattered (Destrozada) de Wolfgang Petersen y Spike of Benson Hurst de Paul Morrissey. Randel hizo su debut como director en 1989 con Hellbound: Hellraiser II. Desde entonces ha dirigido una decena de películas, junto a numerosas series de televisión y proyectos de medios de comunicación alternativos.
A partir de 2007 financia sus propias producciones a través de su empresa Sophonisba.